# Prosopocoilus lafertei
Prosopocoilus lafertei là một loài bọ cánh cứng trong họ Lucanidae. Loài này được REICHE mô tả khoa học năm 1852.